# Drifting (film 2013)
Drifting è un cortometraggio diviso in due parti prodotto dalla Canana Films per il brand di lusso Chivas Regal, sponsor ufficiale del Festival di Cannes. Il primo segmento, Drifting: Part One, è diretto da Diego Luna, il secondo e ultimo segmento, Drifting: Part Two, è diretto da Gael García Bernal. Il film è stato presentato al Festival di Cannes 2013.

## Trama
Tre amici in vacanza a Cabo San Lucas decidono di fare un giro in barca prima che uno di loro si sposi. Ma una volta in mare aperto uno scherzo finisce male e il gruppo si ritrova a galleggiare alla deriva. Nella seconda parte i ragazzi trovano insieme una soluzione. Il film esamina il significato della fiducia e dell'amicizia fra uomini.

## Produzione
Il film è stato girato a Tulum, Messico.

## Campagna pubblicitaria
Il cortometraggio faceva parte della campagna pubblicitaria 2013 di Chivas Regal, sponsor ufficiale del Festival di Cannes. Durante il periodo promozionale del Festival, la Chivas Regal aveva lanciato We Go Way Back, un concorso fotografico aperto a tutti con l'obiettivo di rappresentare in uno scatto l'amicizia. Alla coppia vincitrice fu regalato il viaggio al Festival di Cannes per l'anteprima speciale di Drifting.